# Церемония MTV Video Music Awards 2022
The 2022 MTV Video Music Awards — прошедшая 39-я церемония вручения наград, которая состоялась 28 августа 2022 года в Ньюарке (штат Нью-Джерси, США) в Prudential Center. Шоу вели LL Cool J, Ники Минаж и Джек Харлоу. Минаж была удостоена награды Video Vanguard Award, врученной ей фанатами. Рок-группа Red Hot Chili Peppers была удостоена почётной награды Global Icon Award, которую им вручил комедийный дуэт Чич и Чонг.
Номинации были объявлены 26 июля 2022 года. Джек Харлоу, Кендрик Ламар и Lil Nas X получили наибольшее количество номинаций — по семь каждый, за ними следуют Doja Cat и Гарри Стайлз, получившие по шесть номинаций. Номинанты на «Песню лета», «Группу года» и «Альбом года» были объявлены 19 августа. Голосование за «Группу года» и «Песню лета» проходило с 22-25 августа и 25-27 августа соответственно, а голосование за «Альбом года» проходило с 27 августа до шоу в MTV в Instagram. После объявления второго раунда категорий количество номинаций Doja Cat, Харлоу и Стайлз увеличилось до восьми в каждой, что сделало их артистами с наибольшим количеством номинаций.
Харлоу стал самым награждаемым номинантом с четырьмя победами, за ним следуют Lil Nas X, Стайлз и Тейлор Свифт, получившие по три у каждого.
Видео «All Too Well: The Short Film» был номинировано в пяти категориях, включая пятую номинацию Свифт на звание «Видео года», что стало повторением рекорда Бейонсе по количеству номинаций на звание «Видео года». Свифт стала первой исполнительницей, трижды победившей в номинации «Видео года», и первой исполнительницей, победившей в номинации «Видео года» за самостоятельно снятое видео.

## Победители и номинанты

### Видео года | Video of the Year
- Тейлор Свифт — All Too Well: The Short Film
  - Doja Cat — «Woman»
  - Дрейк (при участии Фьючер и Young Thug) — «Way 2 Sexy»
  - Эда Ширан — «Shivers»
  - Harry Styles — «As It Was»
  - Lil Nas X и Джек Харлоу — «Industry Baby»
  - Оливия Родриго — «Brutal»

### Песня года | Song of the Year
- Билли Айлиш — «Happier Than Ever»
  - Адель — «Easy on Me»
  - Doja Cat — «Woman»
  - Элтон Джон и Дуа Липа — «Cold Heart (Pnau remix)»
  - Лиззо — «About Damn Time»
  - The Kid Laroi и Джастин Бибер — «Stay»

### Артист года | Artist of the Year
- Бэд Банни
  - Дрейк
  - Эд Ширан
  - Гарри Стайлз
  - Джек Харлоу
  - Lil Nas X
  - Лиззо

### Лучший новый артист | Best New Artist
- Дав Камерон
  - Baby Keem
  - Gayle
  - Latto
  - Måneskin
  - Seventeen

### Лучшее выступление года | Push Performance of The Year
- Seventeen — «Rock With You»
  - Griff — «One Night»
  - Remi Wolf — «Sexy Villain»
  - Несса Барретт — «I Hope Ur Miserable Until Ur Dead»
  - Mae Muller — «Better Days»
  - Gayle — «ABCDEFU»
  - Shenseea — «R U That»
  - Omar Apollo — «Tamagotchi»
  - Wet Leg — «Chaise Longue»
  - Muni Long — «Baby Boo»
  - Doechii — «Persuasive»

### Лучшая совместная работа | Best Collaboration
- Lil Nas X и Джек Харлоу — «Industry Baby»
  - Дрейк (при участии Фьючера и Янг Така) — «Way 2 Sexy»
  - Элтон Джон и Дуа Липа — «Cold Heart (Pnau remix)»
  - Megan Thee Stallion и Дуа Липа — «Sweetest Pie»
  - Post Malone и The Weeknd — «One Right Now»
  - Розалия (при участии The Weeknd) — «La Fama»
  - The Kid Laroi и Джастин Бибер — «Stay»

### Лучшее поп-видео | Best Pop
- Гарри Стайлз — «As It Was»
  - Билли Айлиш — «Happier Than Ever»
  - Doja Cat — «Woman»
  - Эд Ширан — «Shivers»
  - Лиззо — «About Damn Time»
  - Оливия Родриго — «Traitor»

### Лучшее хип-хоп видео | Best Hip Hop
- Ники Минаж (при участии Lil Baby) — «Do We Have a Problem?»
  - Эминем и Snoop Dogg — «From the D 2 the LBC»
  - Фьючер (при участии Дрейка и Tems) — «Wait for U»
  - Кендрик Ламар — «N95»
  - Latto — «Big Energy»
  - Pusha T — «Diet Coke»

### Лучшее R&B видео | Best R&B
- The Weeknd — «Out of Time»

### Лучшее К-поп видео | Best K-pop
- Lisa — «Lalisa»

### Лучшее латинское видео | Best Latin
- Анитта — «Envolver»

### Лучшее рок-видео | Best Rock
- Red Hot Chili Peppers — «Black Summer»

### Лучшее альтернативное видео | Best Alternative
- Måneskin — «I Wanna Be Your Slave»

### Video for Good
- Лиззо — «About Damn Time»

### Лучшая группа | Best Group
- BTS
  - Blackpink
  - City Girls
  - Foo Fighters
  - Imagine Dragons
  - Måneskin
  - Red Hot Chili Peppers
  - Silk Sonic

### Песня лета | Song of Summer
- Джек Харлоу — «First Class»

### Альбом года | Album of the Year
- Гарри Стайлз — Harry’s House
  - Адель — 30
  - Бэд Банни — Un Verano Sin Ti
  - Билли Айлиш — Happier Than Ever
  - Дрейк — Certified Lover Boy

### Выступление Metaverse года | Best Metaverse Performance
- Blackpink the Virtual (PUBG)

### Лучшее длинное видео | Best Longform Video
- Тейлор Свифт — All Too Well: The Short Film
  - Билли Айлиш — Happier Than Ever: A Love Letter to Los Angeles
  - Foo Fighters — Studio 666
  - Кейси Масгрейвс — Star-Crossed
  - Мадонна — Madame X
  - Оливия Родриго — Driving Home 2 U

### Лучшая режиссура | Best Direction
- Тейлор Свифт — All Too Well: The Short Film (Режиссёр: Тейлор Свифт)
  - Baby Keem и Кендрик Ламар — «Family Ties» (Режиссёр: Dave Free)
  - Билли Айлиш — «Happier Than Ever» (Режиссёр: Билли Айлиш)
  - Эд Ширан — «Shivers» (Режиссёр: Дэйв Мейерс)
  - Гарри Стайлз — «As It Was» (Режиссёр: Таня Муиньо)
  - Lil Nas X и Джек Харлоу — «Industry Baby» (Режиссёр: Christian Breslauer)

### Лучшая художественная работа | Best Art Direction
- Lil Nas X и Джек Харлоу — «Industry Baby» (Художник-постановщик: Alex Delgado)

### Лучшая хореография | Best Choreography
- Doja Cat — «Woman» (Хореограф: «Fullout Cortland» (Cortland Brown))

### Лучшая операторская работа | Best Cinematography
- Гарри Стайлз — «As It Was» (Оператор: Nikita Kuzmenko)
  - Baby Keem и Кендрик Ламар — «Family Ties» (Оператор: Bruce Cole)
  - Камила Кабельо (при участии Эда Ширана) — «Bam Bam» (Оператор: David Bolen)
  - Кендрик Ламар — «N95» (Оператор: Adam Newport-Berra)
  - Нормани (при участии Карди Би) — «Wild Side» (Оператор: Nikita Kuzmenko)
  - Тейлор Свифт — All Too Well: The Short Film (Оператор: Rina Yang)

### Лучший монтаж | Best Editing
- Rosalía — «Saoko» (Монтаж: Valentin Petit и Jon Echeveste)
  - Baby Keem и Кендрик Ламар — «Family Ties» (Монтаж: Neal Farmer)
  - Doja Cat — «Get Into It (Yuh)» (Монтаж: Mike Diva)
  - Оливия Родриго — «Brutal» (Монтаж: Alyssa Oh from Rock Paper Scissors)
  - Тейлор Свифт — All Too Well: The Short Film (Монтаж: Ted Guard)
  - The Weeknd — «Take My Breath» (Монтаж: Nick Rondeau)

### Лучшие визуальные эффекты | Best Visual Effects
- Lil Nas X и Джек Харлоу — «Industry Baby» (Визуальные эффекты: Cameo FX)
  - Билли Айлиш — «Happier Than Ever» (Визуальные эффекты: Ingenuity Studios)
  - Coldplay и BTS — «My Universe» (Визуальные эффекты: AMGI, BUF, Ingenuity, Rodeo FX and Territory Studio)
  - Кендрик Ламар — «The Heart Part 5» (Визуальные эффекты: Deep Voodoo)
  - Megan Thee Stallion и Дуа Липа — «Sweetest Pie» (Визуальные эффекты: Mário Dubec at UPP)
  - The Kid Laroi и Джастин Бибер — «Stay» (Визуальные эффекты: Digital Axis)

### Michael Jackson Video Vanguard Award
- Ники Минаж

### MTV Global Icon Award
- Red Hot Chili Peppers

### Комментарии
1. ↑  Ранее Свифт была номинирована с видео «I Knew You Were Trouble» в 2013 году, «Bad Blood» в 2015 году, «You Need to Calm Down» в 2019 и «The Man» в 2020 году.